# Acraea atolmis
Acraea atolmis är en fjärilsart som beskrevs av John Obadiah Westwood 1882. Acraea atolmis ingår i släktet Acraea och familjen praktfjärilar. Inga underarter finns listade i Catalogue of Life.